# Толиман (вулкан)
Толиман (исп. Tolimán) — вулкан, расположенный на юго-западе Гватемалы, в департаменте Солола, на южном берегу озера Атитлан. Является частью Центральноамериканской вулканической дуги. Высота 3 158 м. Образовался 15 млн лет назад. Сведения об известных извержениях отсутствуют.